# Mark Everett (athlétisme)
Pour les articles homonymes, voir Everett.
David Mark Everett (né le 2 septembre 1968 à Milton) est un athlète américain spécialiste du 800 mètres.

## Carrière
Étudiant à l'Université de Floride, Mark Everett remporte les championnats NCAA 1990 pour le compte des Florida Gators. Il s'adjuge par ailleurs le titre des Championnats des États-Unis en 1988, 1990 et 1991. Sélectionné pour les Championnats du monde de Tokyo grâce à sa deuxième place obtenue lors des sélections américaines derrière Johnny Gray, l'Américain remporte la médaille de bronze du 800 m, devancé par le Kényan Billy Konchellah et le Brésilien José Luiz Barbosa.
Vainqueur de cinq nouveaux titres nationaux de 1993 à 2000, il décroche la médaille d'or du relais 4 × 400 mètres lors des Championnats du monde en salle de Paris-Bercy, aux côtés de ses compatriotes Jason Rouser, Sean Maye et Deon Minor. En 1998, il termine deuxième de la Coupe du monde des nations de Johannesburg derrière l'Allemand Nils Schumann. 
Son record personnel sur 800 m est de 1 min 43 s 20, établi le 9 juillet 1997 à   Linz.

## Palmarès
| Année | Compétition                    | Lieu         | Place | Épreuve   |
| ----- | ------------------------------ | ------------ | ----- | --------- |
| 1991  | Championnats du monde          | Tokyo        | 3e    | 800 m     |
| 1997  | Championnats du monde en salle | Paris        | 1er   | 4 × 400 m |
| 1998  | Coupe du monde des nations     | Johannesburg | 2e    | 800 m     |

- Championnats des États-Unis d'athlétisme : vainqueur du 800 m en 1988, 1990, 1991, 1993, 1994, 1997, 1998 et 2000[1].